# Steven Gerrard
Steven George Gerrard (Whiston, 30 mei 1980) is een Engels voormalig voetballer en huidig voetbaltrainer die bij voorkeur als middenvelder speelde. Hij stroomde in 1998 door vanuit de jeugd van Liverpool, waarvoor hij vervolgens zeventien seizoenen in het eerste team speelde. Gerrard was van 2000 tot en met juli 2014 tevens international van het Engels voetbalelftal, waarvoor hij 114 wedstrijden speelde waarin hij 21 keer scoorde. In juli 2023 tekende Gerrard een tweejarig contract als hoofdtrainer van Al-Ettifaq.

## Clubcarrière

### Liverpool

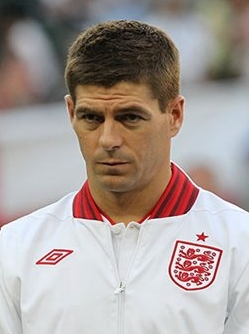
Steven Gerrard voorafgaand aan het EK-duel tegen Frankrijk, op 11 juni 2012 in Donetsk, Oekraïne

Gerrard doorliep vanaf zijn achtste als rechtsback de jeugdopleiding van Liverpool met spelers zoals Michael Owen en Jamie Carragher. Hij maakte in het seizoen 1998/1999 vervolgens zijn debuut in de hoofdmacht, tegen Blackburn Rovers. In het jaar 2000/2001 was er een probleem op het middenveld waardoor Gerrard daar een paar wedstrijden werd neergezet. Dat pakte zo goed uit dat hij de rest van zijn carrière middenvelder bleef. Gerrard groeide bij Liverpool uit tot een publiekslieveling evenals zijn collega en vriend Michael Owen, die in 2004 vertrok naar Real Madrid. Gerrard bleef bij Liverpool en won in het daaropvolgende seizoen als aanvoerder de Champions League, na een met strafschoppen gewonnen finale tegen AC Milan.
Liverpool maakte in de zomer van 2005 bekend dat Gerrard een transferverzoek had ingediend om te vertrekken. Dat trok hij een dag later in. In plaats daarvan tekende Gerrard op 7 juni 2005 een nieuw contract bij Liverpool. Daarvoor scoorde hij op 1 oktober 2008 in de groepsfase van de Champions League 2008-2009 zijn honderdste doelpunt, tegen PSV. Gerrard scoorde onder meer voor Liverpool in de 90ste minuut van de finale om de FA Cup 2005-2006 tegen West Ham United, de 1-3 (waarna het 3-3 werd) in de finale van de Champions League 2004-2005 en de treffer waarmee Liverpool zich in 87ste minuut van de eerste groepsronde tegen Olympiakos Piraeus kwalificeerde voor de achtste finales Op 3 februari 2013 won Gerrard de prijs van Engels speler van het jaar 2012.
In het seizoen 2013/2014 stond Liverpool lang op de eerste plaats van de competitie maar uiteindelijk eindigde Liverpool tweede (achter Manchester City).
Gerrard speelde op zaterdag 25 april 2015 zijn 500ste wedstrijd in de Premier League. Hij was de twaalfde speler ooit die dit aantal bereikte en de tweede van Liverpool, na Jamie Carragher. Op 24 mei 2015 speelde Gerrard zijn laatste wedstrijd in dienst van Liverpool. Op die dag speelde Liverpool uit bij Stoke City. Gerrard wist zelf nog tot scoren te komen, maar Liverpool verloor de wedstrijd met 6-1. Gerrard verloor nog nooit een wedstrijd met vijf goals verschil.

### Los Angeles Galaxy
Op 2 januari 2015 maakte Gerrard bekend dat hij Liverpool in de zomer van 2015 na 18 jaar zou verlaten. Hij gaf aan dat hij zijn carrière in de Verenigde Staten wilde afsluiten. Een week later kwam het nieuws naar buiten dat Gerrard zijn carrière na afloop van het seizoen 2014/15 zou vervolgen bij Los Angeles Galaxy. Hij maakte zijn officieus debuut voor LA Galaxy op 12 juli 2015. Op die dag speelde Galaxy een oefenwedstrijd in de International Champions Cup tegen het Mexicaanse Club América. Gerrard kwam de hele wedstrijd die met 2-1 werd gewonnen in actie. Zijn officiële debuut volgde enkele dagen later in een uitwedstrijd tegen Real Salt Lake voor de Lamar Hunt US Open Cup. Hij kwam na rust in het veld voor Ignacio Maganto. Zijn eerst officiële doelpunt maakte hij op 18 juli 2015 tijdens zijn debuut in de Major League Soccer tegen San Jose Earthquakes (5-2 winst).

### Feyenoord (benefietwedstrijd)
Op 27 mei 2018 speelde Gerrard in het shirt van Team Feyenoord 
tegen Team Vrienden van Dirk in De Kuip. Deze testimonials waren georganiseerd door Dirk Kuyt met als doel om geld op te halen voor drie goede doelen. Dit was tevens ook het afscheid van Dirk Kuyt als speler bij Feyenoord.

## Interlandcarrière
Gerrard speelde zijn eerste interland op 31 mei 2000, tegen Oekraïne. Onder leiding van bondscoach Kevin Keegan moest hij in dat oefenduel na 82 minuten plaatsmaken voor Kieron Dyer. Hij maakte deel uit van de selectie voor het wereldkampioenschap voetbal 2006 en 2010, waar hij zelf aanvoerder was. Gerrard nam met Engeland deel aan het Europees kampioenschap voetbal 2012 in Polen en Oekraïne, waar de ploeg van bondscoach Roy Hodgson in de kwartfinales na strafschoppen (2–4) werd uitgeschakeld door Italië. In de reguliere speeltijd plus verlenging waren beide teams blijven steken op 0–0. Op 14 november 2012 speelde hij, als zesde Engelsman, zijn honderdste interland tegen Zweden. Hodgson nam Gerrard ook op in de Engelse selectie voor het wereldkampioenschap voetbal 2014 in Brazilië. Daar sneuvelde Engeland in de groepsfase na nederlagen tegen Italië (1-2) en Uruguay (1-2) en een gelijkspel (0-0) tegen Costa Rica.
Gerrard maakte op 21 juli 2014 bekend dat hij stopte als international voor Engeland. De op dat moment 34-jarige middenvelder van Liverpool kwam in totaal 114 keer uit voor de Engelse ploeg. "Ik moet ook goed voor mijn lijf zorgen, zodat ik op het veld voor Liverpool alles kan blijven geven en op een hoog niveau kan blijven meedoen", aldus Gerrard. "Het feit dat we komend seizoen weer in de Champions League spelen is voor mij een belangrijke factor geweest. Het voelt mede daarom toch aan als een juist besluit."

## Carrièrestatistieken
| Seizoen         | Club               |                           | Competitie          | Competitie | Competitie | Beker | Beker | Internationaal | Internationaal | Overig | Overig | Totaal | Totaal |
| Seizoen         | Club               | Wed.                      | Competitie          | Dlp.       | Wed.       | Dlp.  | Wed.  | Dlp.           | Wed.           | Dlp.   | Wed.   | Dlp.   |        |
| --------------- | ------------------ | ------------------------- | ------------------- | ---------- | ---------- | ----- | ----- | -------------- | -------------- | ------ | ------ | ------ | ------ |
| 1998/99         | Liverpool          | Vlag van Engeland         | Premier League      | 12         | 0          | 0     | 0     | 1              | 0              | —      | —      | 13     | 0      |
| 1999/00         | Liverpool          | Vlag van Engeland         | Premier League      | 29         | 1          | 2     | 0     | —              | —              | —      | —      | 31     | 1      |
| 2000/01         | Liverpool          | Vlag van Engeland         | Premier League      | 33         | 7          | 8     | 1     | 9              | 1              | —      | —      | 50     | 10     |
| 2001/02         | Liverpool          | Vlag van Engeland         | Premier League      | 28         | 3          | 2     | 0     | 15             | 1              | 0      | 0      | 45     | 4      |
| 2002/03         | Liverpool          | Vlag van Engeland         | Premier League      | 34         | 5          | 8     | 2     | 11             | 0              | 1      | 0      | 54     | 7      |
| 2003/04         | Liverpool          | Vlag van Engeland         | Premier League      | 34         | 4          | 5     | 0     | 8              | 2              | —      | —      | 47     | 6      |
| 2004/05         | Liverpool          | Vlag van Engeland         | Premier League      | 30         | 7          | 3     | 2     | 10             | 4              | —      | —      | 43     | 13     |
| 2005/06         | Liverpool          | Vlag van Engeland         | Premier League      | 32         | 10         | 7     | 5     | 14             | 8              | 2      | 1      | 53     | 23     |
| 2006/07         | Liverpool          | Vlag van Engeland         | Premier League      | 36         | 7          | 2     | 1     | 12             | 3              | 1      | 0      | 51     | 11     |
| 2007/08         | Liverpool          | Vlag van Engeland         | Premier League      | 34         | 11         | 5     | 4     | 13             | 6              | —      | —      | 52     | 21     |
| 2008/09         | Liverpool          | Vlag van Engeland         | Premier League      | 31         | 16         | 3     | 1     | 10             | 7              | —      | —      | 44     | 24     |
| 2009/10         | Liverpool          | Vlag van Engeland         | Premier League      | 33         | 9          | 3     | 1     | 13             | 2              | —      | —      | 49     | 12     |
| 2010/11         | Liverpool          | Vlag van Engeland         | Premier League      | 21         | 4          | 1     | 0     | 2              | 4              | —      | —      | 24     | 8      |
| 2011/12         | Liverpool          | Vlag van Engeland         | Premier League      | 18         | 5          | 10    | 4     | —              | —              | —      | —      | 28     | 9      |
| 2012/13         | Liverpool          | Vlag van Engeland         | Premier League      | 36         | 9          | 2     | 0     | 8              | 1              | —      | —      | 46     | 10     |
| 2013/14         | Liverpool          | Vlag van Engeland         | Premier League      | 34         | 13         | 5     | 1     | —              | —              | —      | —      | 39     | 14     |
| 2014/15         | Liverpool          | Vlag van Engeland         | Premier League      | 29         | 9          | 6     | 2     | 6              | 2              | —      | —      | 41     | 13     |
| Club totaal     | Club totaal        | Club totaal               | Club totaal         | 504        | 120        | 72    | 24    | 130            | 41             | 4      | 1      | 710    | 186    |
| 2015            | Los Angeles Galaxy | Vlag van Verenigde Staten | Major League Soccer | 13         | 2          | 1     | 0     | 0              | 0              | 1      | 0      | 15     | 2      |
| 2016            | Los Angeles Galaxy | Vlag van Verenigde Staten | Major League Soccer | 19         | 3          | 0     | 0     | 2              | 0              | 0      | 0      | 21     | 3      |
| Club totaal     | Club totaal        | Club totaal               | Club totaal         | 32         | 5          | 1     | 0     | 2              | 0              | 1      | 0      | 36     | 5      |
| Carrière totaal | Carrière totaal    | Carrière totaal           | Carrière totaal     | 536        | 125        | 73    | 24    | 132            | 41             | 5      | 1      | 746    | 191    |

Bijgewerkt op 27 augustus 2016

## Trainerscarrière

### Liverpool (jeugd)
In februari 2017 werd Gerrard aangesteld als jeugdtrainer bij Liverpool.

### Liverpool onder 18/19
In juli 2017 werd Gerrard aangesteld als trainer van Liverpool onder 18. In september 2018 werd Gerrard aangesteld als Liverpool onder 19, waarmee hij twee elftallen onder zijn hoede had.

### Rangers
In juni 2018 werd Gerrard aangesteld als trainer van Rangers en op 29 december 2018 won hij zijn eerste Old Firm tegen het Celtic van Brendan Rodgers met 2–0. Het seizoen 2019/20 ging veel beter; Rangers werd uitgeschakeld door Bayer Leverkusen in de laatste zestien van UEFA Europa League, waarmee zij het beter deden dan rivaal Celtic. In het seizoen 2020/21 werd hij landskampioen van Schotland met Rangers.

### Aston Villa
Op 11 november 2021 werd Gerrard aangesteld als trainer van Aston Villa, waar hij Dean Smith opvolgde. Hij tekende er een contract tot de zomer van 2024. Aston Villa kocht met een bedrag van drie miljoen pond het Rangers-contract van Gerrard af. In oktober 2022 werd hij per direct ontslagen als trainer van Aston Villa.

### Al-Ettifaq
In juli 2023 werd Gerrard aangesteld als trainer van Al-Ettifaq en tekende een tweejarig contract.

## Persoonlijk leven
Gerrard trouwde medio 2007. Op zijn trouwdag trouwden ook Gerrards Engelse teamgenoten Gary Neville en Michael Carrick. Zijn neef Anthony Gerrard speelt ook betaald voetbal. Gerrards neef Jon-Paul (destijds tien jaar oud) was een van de slachtoffers van het Hillsborough-drama (97 doden) dat zich afspeelde op 15 april 1989 in Sheffield tijdens de halve finale van het Engelse bekertoernooi.
In september 2006 publiceerde Gerrard zijn autobiografie (Gerrard: My Autobiography).
Op 29 december 2006 werd Gerrard door koningin Elizabeth benoemd tot Lid in de Orde van het Britse Rijk.

## Erelijst
| Competitie            |           |                           |           |           |
| Competitie            | Aantal    | Jaren                     |           |           |
| Liverpool             | Liverpool | Liverpool                 | Liverpool | Liverpool |
| --------------------- | --------- | ------------------------- | --------- | --------- |
| Internationaal        |           |                           |           |           |
| UEFA Champions League | 1x        | 2004/05                   |           |           |
| UEFA Cup              | 1x        | 2000/01                   |           |           |
| UEFA Super Cup        | 2x        | 2001, 2005                |           |           |
| Nationaal             |           |                           |           |           |
| FA Cup                | 2x        | 2000/01, 2005/06          |           |           |
| FA Community Shield   | 2x        | 2001, 2006                |           |           |
| Football League Cup   | 3x        | 2000/01, 2002/03, 2011/12 |           |           |